# Сырдарья (городская администрация Арыса)
Сырдарья (каз. Сырдария, до 2011 г. — Задарья) — упразднённое село в Туркестанской области Казахстана. Находится в подчинении городской администрации Арыса. Входило в состав Кожатогайского сельского округа. Код КАТО — 511643100. В 2023 году включено в состав города Арысь и исключено из учётных данных.

## Население
В 1999 году население села составляло 3744 человека (1917 мужчин и 1827 женщин). По данным переписи 2009 года, в селе проживал 3861 человек (1956 мужчин и 1905 женщин).